# LXXIV. Armeekorps
LXXIV. Armeekorps var en tysk armékår under andra världskriget. Kåren organiserades den 27 juli 1943.

## Dagen D

### Organisation
Armékårens organisation den 15 juni 1944:
- 353. Infanterie-Division
- 266. Infanterie-Division

## Befälhavare
Kårens befälhavare:
- General der Infanterie Erich Straube  27 juli 1943–16 december 1944
- General der Infanterie Carl Püchler  16 december 1944–16 april 1945

Stabschef:
- Oberst Walter Meißner  1 juli 1943–1 januari 1944
- Oberst Ludwig Zoeller   5 januari 1944–15 december 1944
- Oberst Hellmuth von Wissmann 15 december 1944-mars 1945
- Oberstleutnant Moritz Liebe mars 1944-april 1945